# Max Zschoke
Max Zschoke (* 2. April 1873 in Wilsdruff; † Juni 1952) von Beruf Drechsler, war viele Jahre unbesoldeter Stadtrat und Stadtverordneter in Wilsdruff sowie dort seit 1896 für 50 Jahre der Vormann der örtlichen Sozialdemokratie. In den Abendstunden des 7. Mai 1945 rettete er gemeinsam mit zwei weiteren Bürgern die Stadt Wilsdruff unter Einsatz seines Lebens vor drohender Zerstörung.

## Kindheit, Berufsausbildung
Die Familie Zschoke zog erst in der zweiten Hälfte des 19. Jahrhunderts nach Wilsdruff. Der Vater, Ziegeldecker Ernst Wilhelm Zschoke, wurde am 7. Juli 1843 noch in Grund bei Mohorn geboren. In Wilsdruff heiratete er die 1851 geborene Auguste Karoline Ehrhardt. Die Familie wohnte auf der damaligen Bahnhofs-, heutigen Freiberger Straße. Der Ehe entstammen 9 Kinder, von denen nach dem frühen Tod des Vaters noch drei schulpflichtig waren. Max Zschoke wurde als eines der älteren Kinder am 2. April 1873 geboren. Um 1890 erlernte er das Drechslerhandwerk und besuchte damit auch die Fortbildungsschule in Wilsdruff.

## Sozialdemokrat
Zu dieser Zeit agitierten die Wilsdruffer Holzarbeiter Hildebrand, Logemann und Schlichenmaier bereits ziemlich erfolgreich für die Ideen der Sozialdemokratie. Die von Schulleiter Gerhard vertretene Alternative, „die bestehende göttliche Ordnung aufrechtzuerhalten, jedermann sei Untertan der Obrigkeit“, konnte zu dieser Zeit für eine aufstrebende Generation kaum noch als Perspektive herhalten. Max Zschoke trat der SPD bereits 1890 bei (mehrere seiner Geschwister folgten bald) und begab sich in der ersten Hälfte der 1890er Jahre auf Wanderschaft. Nach seiner Rückkehr im Jahr 1896 übernahm er für genau ein halbes Jahrhundert die Führung der Wilsdruffer Sozialdemokraten. Bis einige Jahre nach der Jahrhundertwende war er zudem der gewählte Vertrauensmann der Wilsdruffer Holzarbeiter.
Schon 1896 und 1899 organisierte er die ersten beiden Wilsdruffer Holzarbeiterstreiks, dem die überrascht scheinenden Fabrikanten kaum etwas entgegensetzten und schließlich die Forderungen der Tischler erfüllten. Beim großen Wilsdruffer Holzarbeiterstreik im Jahr 1904, den Max Zschoke ebenfalls organisierte, ging es mehr als vier Monate wesentlich schärfer zu. Gustav Stresemann, der spätere Reichskanzler und damalige Syndikus der sächsischen Industriellen, forderte mit einem sachsenweit verbreiteten Schreiben zur Unterstützung der Wilsdruffer Möbelfabrikanten auf. Der Streik endete mit einem Kompromiss.

## Berufsleben
Als der Konsumverein Löbtau im Mai 1900 eine Filiale auf der Meißner Straße in Wilsdruff eröffnete, wurde Max Zschoke als Lagerhalter eingestellt. Dabei musste er die hohe Summe von 600 Mark Kaution hinterlegen, was ihm nur durch die Unterstützung anderer Sozialdemokraten gelang. Nach seinem Ausscheiden beim Konsum machte er sich 1910 als Buchhändler auf der Nossener Straße 4 (heute Augenoptik Rastig) in Wilsdruff selbstständig. Etwa seit 1920 wohnte seine Familie auch in diesem Haus und gab ihren bisherigen Wohnsitz in der Friedhofstraße auf.

## Stadtverordneter
1907 wurde Max Zschoke als erster Wilsdruffer Sozialdemokrat zum Stadtverordneten gewählt. Bereits am Anfang seiner Tätigkeit war eindeutig erkennbar, dass der Wohnungsbau ein, wenn nicht der, Schwerpunkt seiner jahrzehntelangen Abgeordnetentätigkeit werden sollte. Schon vor dem Ersten Weltkrieg warb er für den gemeinnützigen Wohnungsbau durch die Stadt, rechnete den Stadtverordnetenkollegen vor, dass der Mangel besonders an Kleinwohnungen das Wachstum der Stadt und die weitere Entfaltung der Möbelindustrie hemmte, weil Tischlerfamilien keine Bleibe mehr fanden. Im Jahr 1913 setzte sich dieser Standpunkt auch im Stadtgemeinderat durch und man begab sich auf die Suche nach Bauland.
Bei Ausbruch des Ersten Weltkriegs im Sommer 1914 gehörte er zu den ersten Einberufenen und musste bis zum Schluss dienen. Nach seiner Heimkehr im November 1918 gehörte Zschoke zu den Gründern des Wilsdruffer Arbeiterrates und beendete mit ihm am 18. November 1918 auch in seiner Heimatstadt die alte Ordnung, ohne dass auch nur ansatzweise Widerstand erfolgte.

## Stadtrat
Als Max Zschoke 1919 wieder zum Stadtverordneten gewählt wurde und von 1920 bis 1933 als unbesoldeter Stadtrat tätig war, stand er bereits im fünften Lebensjahrzehnt und auf dem Höhepunkt seines Schaffens. Ihm ist es maßgeblich mit zu verdanken, dass bereits im Jahr 1919 durch die Gemeinnützige Baugesellschaft Wilsdruff der öffentliche Wohnungsbau in der Stadt begann und mit dem so genannten „Ministerviertel“ eine geschlossene Kleinwohnungssiedlung entstand. Auch in den Folgejahren ließ sein Engagement auf diesem Feld nicht nach. Die 1932 begonnene Errichtung der „Randsiedlung“ oberhalb der Nossener Straße war wesentlich seinem Wirken mit zu verdanken, ebenso der Bau des Luft- und Schwimmbades im Jahr 1926 aus Mitteln der „produktiven Arbeitslosenfürsorge“. Zugleich war er in einer Vielzahl von Vereinen der Arbeiterschaft fest verwurzelt. Ein Höhepunkt war gewiss auch für Max Zschoke die Feier des 30. Stiftungsfestes durch den Gesangsverein „Brudergruß“ im Jahr 1927. Er hielt dabei im „Lindenschlösschen“ vor 750 Personen die Festansprache. Gekrönt wurde sein Engagement gewiss am 13. November 1932, als die Wilsdruffer Sozialdemokraten mit Max Zschoke an der Spitze klar die stärkste Partei bei den anstehenden Stadtverordnetenwahlen wurden und damit verhinderten, dass die NSDAP bei freien Wahlen in der Stadt eine Mehrheit errang.
Während der Zeit des Nationalsozialismus verhielt sich Zschoke äußerlich unpolitisch, sein Buchladen (mit einem großen Hitlerbild im Eingangsbereich „geziert“) wurde jedoch zeitweise Anlaufpunkt für geheime Treffen mit anderen Sozialdemokraten. Mit Beginn des Jahres 1945 wurden derartige Aktivitäten angesichts der sich abzeichnenden Niederlage Hitlerdeutschland im Zweiten Weltkrieg noch verstärkt und man nahm offenbar auch Kontakt zu anderen Persönlichkeiten in der Stadt auf.

## 7. Mai 1945: Unter Einsatz seines Lebens …
Am 7. Mai 1945 stand die Front unmittelbar vor Wilsdruff. Die zur Festung erklärte und von SS-Panzern verteidigte Stadt stand unter Beschuss der Roten Armee, eine Katastrophe drohte. Max Zschoke erwarb sich an diesem Tag bleibende Verdienste um seine Heimatstadt. Gemeinsam mit zwei weiteren Mitbürgern übergab er Wilsdruff mit der Weißen Fahne in der Hand und unter Einsatz seines Lebens an die Rote Armee. Zeitzeuge notierten:
Unzählige Volltreffer, alles hockt bang in den Kellern. Gegen 19 Uhr machen sich Max Zschoke und Architekt Kuhr auf, um die deutschen Truppen zur Räumung zu bewegen. Der Befehlshaber der SS-Panzer erklärt brüsk, die Bevölkerung soll in den Tharandter Wald fliehen, dort sei genug Platz. Etwa 21 Uhr verließen die Panzer die Stadt. Zeitgleich setzte jedoch verstärktes Artillerie- und Panzerfeuer auf Wilsdruff ein. Gegen 22 ½ Uhr machen sich Max Zschoke und Rud. Kluss erneut auf, diesmal, um mit den Russen Fühlung aufzunehmen. Sie stoßen auf drei Rotarmisten in der Meißner Straße. Der Offizier meint, er werde in einigen Stunden die Keller durchsuchen. Finde er deutsche Soldaten, ließe er die beiden erschießen. Im Morgendämmern gingen Kluss und Zschoke nach Hause. Auf dem Markt saßen Truppen der Roten Armee.

## Lebensabend
Im September 1946 wurde Zschoke erneut zum Stadtverordneten gewählt. Den Ortsvorsitz der SED, den er seit der erzwungenen Vereinigung von SPD und KPD mit innehatte, gab er zu diesem Zeitpunkt bereits wieder ab. Sein öffentliches Engagement ließ spürbar nach und zum Ende der Wahlperiode im Jahr 1950 schied er freiwillig als Stadtverordneter aus. Als er im Juni 1952 hochbetagt an den Folgen einer Lungenentzündung starb, fand dieses Ereignis seitens der Stadt Wilsdruff keine öffentliche Resonanz. Eine Traueranzeige der Familie in der Sächsischen Zeitung war die einzige wahrnehmbare Äußerung.